# Alfred Einhorn
Alfred Einhorn (27 de febrer de 1856, Hamburg - 21 de març de 1917, Múnic) fou un químic alemany que sintetitzà la procaïna el 1905, i que patentà sota el nom de Novocaïna.

## Biografia
A causa de la mort dels seus pares rebé la seva educació a Leipzig amb uns familiars. Estudià química a la Universitat de Leipzig i després a la Universitat de Tubinga, on rebé el seu doctorat per la recerca sobre les cetones el 1878. Formà part del grup d'Adolf von Baeyer a la Universitat de Múnic a partir del 1882. Després investigà a la Universitat de Darmstadt i a la Universitat d'Aachen, però tornà a Múnic de manera permanent el 1891 i fou professor d'aquesta universitat fins a la seva mort el 1917.

## Obra

Estructura química de la procaïna

El 1905 sintetitzà la procaïna que fou el primer anestèsic local emprat en usos clínics. Fins aquesta data el principal anestèsic era la cocaïna, però tenia elevats efectes secundaris no desitjats (inclosos els de la toxicitat i l'addicció), per la qual cosa els científics intentaven descobrir nous fàrmacs anestèsics. Einhorn la patentà amb el nom de Novocaïna a partir del prefix novo-, que en llatí significa "nou" i de la terminació -caïna, característica dels alcaloides emprats com anestèsics. La Novocaïna resultà ser relativament segura i eficaç, encara que els seus efectes anestèsics són més dèbils que la cocaïna i alguns pacients mostraren reaccions al·lèrgiques. No obstant això ràpidament es convertí en l'anestèsia local estàndard. Actualment ha estat reemplaçada per altres anestèsics però encara s'empra amb freqüència en odontologia.